# Referendum über die Assoziation mit den Vereinigten Staaten in Palau 1984
Das Referendum über die Assoziation mit den Vereinigten Staaten (Second Referendum on the Compact of Free Association) wurde am 4. September 1984 in Palau durchgeführt, nachdem das Referendum über die Assoziation mit den Vereinigten Staaten in Palau 1983 zum Compact of Free Association (COFA, Assoziierungsvereinbarung mit den Vereinigten Staaten) nicht die erforderlichen 75 % Zustimmung erhalten hatte. Den Stimmberechtigten wurden zwei Fragen vorgelegt:
1. Ob sie dem Compact of Free Association zwischen Palau und den Vereinigten Staaten zustimmen.[1]
2. Welchem zukünftigen politischen Status sie den Vorzug geben würden, falls die Free Association (Frage 1) abgelehnt würde. Sie erhielten die Wahl von entweder „einer Beziehung mit den USA enger als Trusteeship (Treuhandschaft)“ („a relationship with the United States closer than Free Association“) oder Unabhängigkeit.[2]

Die erste Frage wurde von 67,1 % der Stimmberechtigten befürwortet, wodurch das Ergebnis der zweiten Frage (in welcher ohnehin 3.378 nicht ausgefüllte Stimmzettel abgegeben worden waren, mehr als jede der gegebenen Wahlmöglichkeiten) irrelevant wurde. Die Wahlbeteiligung lag bei 71,3 %.

## Ergebnisse

### Frage 1
| Wahl                      | Stimmen | %    |
| ------------------------- | ------- | ---- |
| Dafür                     | 4.290   | 67,1 |
| Dagegen                   | 2.103   | 32,9 |
| Ungültig/nicht abgestimmt | 65      | -    |
| Gesamt                    | 6.458   | 100  |
| Source: Nohlen et al.     |         |      |

### Frage 2
| Wahl                      | Stimmen | %    |
| ------------------------- | ------- | ---- |
| Engere Beziehung          | 2.127   | 69,4 |
| Unabhängigkeit            | 936     | 30,6 |
| Ungültig/nicht abgestimmt | 3.395   | -    |
| Gesamt                    | 6.458   | 100  |
| Source: Nohlen et al.     |         |      |